# Problema irlandeză
Conflictul nord-irlandez (irlandeză Na Trioblóidí) a fost un conflict etno-naționalist din Irlanda de Nord, ce a durat aproximativ 30 de ani, de la sfârșitul anilor 1960 până în 1998. Cunoscut local ca „The Troubles”, este descris câteodată ca un război neregulat sau ascuns. Conflictul a început la sfârșitul anilor 1960 și, în general, se consideră că s-a terminat prin Acordul de la Belfast din 1998. Deși conflictul s-a desfășurat în mare parte în Irlanda de Nord, au existat incidente și în Irlanda, Anglia și Europa continentală.

## Aspectul teritorial
Antagonismul social și religios care opune Irlanda (încorporată în Marea Britanie prin Actul de Unire al lui Pitt în 1800, care transformă arhipelagul în Regatul Unit și deleagă deputații irlandezi la Westminster) și Anglia, izbucnește cu o nouă vigoare. În anii 1840, “Irlanda tânără” cere o națiune pentru neamul ei. Irlandezii luptau pentru independență națională sub formă de «Home Rule» (autonomie), pentru anularea « Actului de uniune » din 1801 dintre Anglia și Irlanda și formarea unui stat independent.
Irlanda suferă mai apoi cea mai mare tragedie din istoria ei: Marea Foamete (1845-1849). Ea este rezultatul atacării cartofilor (hrana de bază a țăranilor) de mană și este agravată de epidemii. Numărul estimat al victimelor este de 1.600.000 de persoane (aproximativ 20% din populație), iar circa 1.300.000 de irlandezi emigrează, în principal în SUA. Această tragedie nu face decât să aprindă și mai tare în inima celor rămași la baștină dorința de a fi stăpâni la ei acasă.

## Aspectul religios
Alt aspect al problemei irlandeze era cel religios. Irlandezii împărtășeau religia catolică, iar englezii căutau să-i convertească la cea anglicană. În 1858, irlandezii se organizează în societăți secrete, cum ar fi „Mișcarea Revoluționară a Fraternității Republicane Irlandeze”, ai cărei membri desfășoară o campanie propagandistică și chiar comit câteva atentate în Anglia.

## Aspectul social
Aspectul social se mai manifestă prin lupta pentru rezolvarea problemei agrare, deoarece irlandezii au fost deposedați de către proprietari, de pământurile lor. Cei mai mulți dintre ei au devenit arendași sau emigranți. Această problemă a fost rezolvată în 1903, printr-o lege ce duce la un transfer masiv al proprietății în favoarea țăranilor irlandezi. Noul val al mișcării de eliberare națională a irlandezilor a obligat guvernul liberal să acorde Irlandei dreptul la o guvernare autonomă (1914). Dar, coloniștii din partea de nord a Irlandei (Ulster) s-au opus, cerând ca Ulsterul să fie exclus din legea despre autonomia Irlandei. Începutul Primului Război Mondial a amânat introducerea acestei legi.                                                                 